# Acanthocyclops morimotoi
Acanthocyclops morimotoi is een eenoogkreeftjessoort uit de familie van de Cyclopidae. De wetenschappelijke naam van de soort is voor het eerst geldig gepubliceerd in 1952 door ItoTak.